# Louis-Charles de Hautefort
Louis-Charles de Hautefort de Surville, marquis de Surville (Paris, 27 juin 1656 – Paris, 19 décembre 1721) était un aristocrate et officier général français. Il fut aussi un favori de Louis XIV .

## Biographie

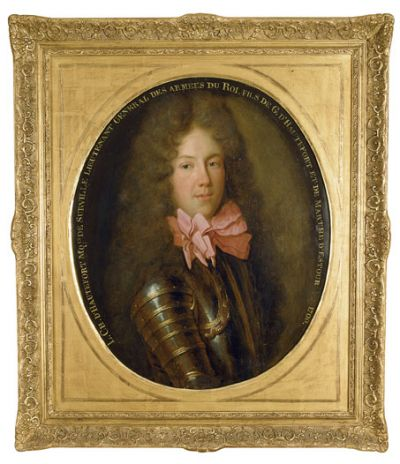
Louis Charles de Hautefort, marquis de Surville

Issu de la Maison de Hautefort, Louis Charles est l'un des fils de Gilles de Hautefort (1612-1693), 3e marquis de Hautefort, capitaine lieutenant des gendarmes d'Anjou, puis premier écuyer de la Reine, lieutenant-général des armées du Roi, et de Marthe d'Estourmel. Son frère, autre Gilles de Hautefort (1666-1727) fut lieutenant-général des armées navales. Ses frères, François Marie de Hautefort et Gabriel de Hautefort, furent, l'un et l'autre, lieutenant-général des armées du Roi. Sa sœur, Marie Aimée de Hautefort, épousa Louis d'Estourmel, seigneur de Suzanne, dont elle eût Constantin Louis d'Estourmel. Son autre sœur, Marie-Thérèse de Hautefort, épousa Claude Charles de Laval Montmorency, dont elle eût Louise Augustine de Laval Montmorency, mariée en 1726 avec Louis Antoine Crozat, baron de Thiers.
Il est principalement connu sous le titre de marquis de Surville, du nom d'une terre héritée de sa famille maternelle.
A la fin de son adolescence, Il fut page de la Grande Écurie du Roi Louis XIV. Il servit comme volontaire au siège d' Aire-sur-la-Lys en 1676 et au siège de Cambrai en 1677, pendant la guerre de Hollande . Il accompagna ensuite le Roi lors du siège d'Ypres et de Gand, en 1678. Le roi le nomme enseigne au régiment du Roi et il combat à la bataille de Saint-Denis le 14 août 1678, dernière grande action de la guerre.
Il est nommé lieutenant-colonel du régiment d'infanterie d'Hautefort, puis en 1684, lieutenant-colonel du régiment de Toulouse. Le 25 mars 1693, il est nommé lieutenant-colonel du régiment du Roi. En 1693, il est promu brigadier des armées du Roi, en 1696 maréchal de camp, en 1702 lieutenant-général.
Pendant la guerre de Succession d'Espagne, il sert d'abord en Flandre sous Louis, duc de Bourgogne. Il est ensuite nommé aide de camp du maréchal de Tallard.  
Il sert au siège de Brisach, puis à la bataille de Speyerbach le 15 novembre 1703, où il se distingue, ainsi qu'au siège de Landau en 1704, où il se distingue encore, en emportant la victoire. Surville sert dans la campagne de Flandre de 1705 sous Louis-François de Boufflers et est blessé lors du siège de Lille en 1708.
En juin 1709, il reçoit le commandement des forces françaises lors du siège de Tournai par les alliés. Surville est contraint de capituler devant le duc de Marlborough le 3 septembre 1709, après un siège long de deux mois, au cours duquel les défenseurs manquent de vivres.
Après la défaite, il reprocha au maréchal de Villars de n'avoir pas été à son secours. Sa faveur auprès du roi chute alors et il est démis de ses fonctions. Durant ce siège, Surville est, faute de liquidités, contraint de faire fondre son argenterie personnelle pour faire frapper de la monnaie en argent à son effigie.
Il se retire ensuite en Picardie, dans son château de Champien, et meurt à Paris le 19 décembre 1721. Il fut inhumé dans l'église des carmes déchaussés, rue de Vaugirard,.

### Écrit
Ses Mémoires sur la Guerre de succession d'Espagne, restés à l'origine manuscrits, ont été publiés à Londres, et en anglais, en 1763, plus de quarante ans après sa mort :
- The Memoirs of the Marquis de Hautefort, aide de camp to Marechal Tallard, countaining an account of the most secret and memorable transactions of the war in Spain, Bavaria and Flanders, from its commencement in 1702, to the End of the Campaign, in 1707, 1763, Londres, Hooper, 254 pages, lire en ligne.

### Distinction
- chevalier de l'ordre royal et militaire de Saint-Louis (1695)

### Mariage et descendance
En 1686, il épouse Anne-Louis de Crevant d'Humières (ca 1668 - Paris, 22 avril 1732), fille de Louis de Crevant, duc d'Humières, maréchal de France, et de Louise de La Châtre . Elle était veuve en premières noces de Louis Alexandre de Vassé, marquis de Vassé, vidame du Mans, dont elle avait un fils. Six autres enfants sont issus de leur mariage :
- Louise Julie d'Hautefort (9 mars 1687 - Paris, 3 novembre 1748), mariée le 6 mars 1715 avec Ponce Auguste Sublet d'Heudicourt, marquis d'Heudicourt, lieutenant-général des armées du Roi, grand louvetier de France, mort à Versailles le 11 mars 1742[6], dont postérité ;
- Louis François de Hautefort, comte de Surville, capitaine de cavalerie, puis colonel du régiment de Condé (Paris, 18 juillet 1691 - 23 septembre 1719) ;
- Lydie de Hautefort (1694 - 1714), mariée en 1711 avec François Rodolphe Guillaume de Hohen-Ebs, baron de Schellemberg, comte du Saint-Empire ;
- Emilie de Hautefort, religieuse à l'abbaye de Monchy-Humières (24 janvier 1696 - ) ;
- Emmanuel Dieudonné de Hautefort, 5e marquis de Hautefort, maréchal des camps et armées du Roi, ambassadeur à Vienne de 1749 à 1753, chevalier de l'ordre du Saint Esprit (13 janvier 1700 - Paris, 30 janvier 1777), marié en 1727 avec Reine Madeleine de Durfort Duras, puis en 1738 avec Françoise Claire d'Harcourt. Dont postérité ;
- Angélique Sophie de Hautefort (22 septembre 1702 - Paris, 3 mai 1789), mariée en 1730 avec Jean-Luc de Lauzières, marquis de Thémines, puis en 1743 avec Henri Camille de Beringhen, marquis de Beringhen, lieutenant général du gouvernement de Bourgogne (1693-1770). Sans postérité des deux mariages[7].